# Randy Tate
Randall John "Randy" Tate, född 23 november 1965 i Puyallup, Washington, är en amerikansk republikansk politiker. Han var ledamot av USA:s representanthus 1995–1997.
Tate studerade först vid Tacoma Community College, varefter han utexaminerades 1988 från Western Washington University. Han var därefter ledamot av delstatens representanthus i sex år. År 1995 efterträdde han Mike Kreidler som kongressledamot och efterträddes 1997 av Adam Smith.